# Operación Alcance Infinito
La Operación Infinite Reach (nombre oficial en inglés: Operation Infinite Reach) fue el nombre en clave de los ataques estadounidenses con misiles de crucero contra bases de Al Qaeda que se lanzaron simultáneamente en dos continentes el 20 de agosto de 1998. Lanzados por la Marina estadounidense, los ataques alcanzaron la fábrica farmacéutica Al-Shifa en Jartum (Sudán) y un campamento en la provincia de Khost (Afganistán), en represalia por los atentados perpetrados por al-Qaeda el 7 de agosto contra las embajadas estadounidenses en Kenia y Tanzania, en los que murieron 224 personas (entre ellas doce estadounidenses) y más de 4.000 resultaron heridas. La operación fue la primera vez que Estados Unidos reconoció un ataque preventivo contra un actor violento no estatal.
Los servicios de inteligencia estadounidenses sugirieron erróneamente la existencia de vínculos financieros entre la planta de al-Shifa, que producía más de la mitad de los productos farmacéuticos de Sudán, y Osama bin Laden; una muestra de tierra recogida en al-Shifa contenía supuestamente una sustancia química utilizada en la fabricación del gas nervioso VX. Sospechando que Al Shifa estaba vinculada a Bin Laden y a su red de Al Qaeda y que producía armas químicas para ellos, Estados Unidos destruyó las instalaciones con misiles de crucero, matando o hiriendo a once sudaneses. El ataque contra al-Shifa resultó controvertido; después de los ataques, las pruebas y la lógica estadounidenses fueron criticadas por defectuosas, y los académicos Max Taylor y Mohamed Elbushra citan «una amplia aceptación de que esta planta no estaba implicada en la producción de ninguna arma química».
Los ataques con misiles contra los campos de entrenamiento afganos de Al Qaeda tenían como objetivo evitar más atentados y matar a Bin Laden. Estos ataques dañaron las instalaciones, pero Bin Laden no estaba presente en ese momento. Dos de los campos atacados estaban dirigidos por los Inter-Services Intelligence de Pakistán, que estaban entrenando a militantes para luchar en Cachemira; en total, se confirmó la muerte de cinco oficiales de los ISI y de al menos veinte militantes. Tras los ataques, los talibanes que gobernaban Afganistán supuestamente renegaron de la promesa hecha al jefe de los servicios de inteligencia saudíes, Turki bin Faisal, de entregar a Bin Laden, y el régimen, en cambio, supuestamente estrechó sus lazos con el jefe de Al Qaeda.
La Operación Infinite Reach, la mayor acción estadounidense en respuesta a un atentado terrorista desde el bombardeo de Libia en 1986, recibió una respuesta internacional desigual: Los aliados de Estados Unidos y la mayor parte de la opinión pública estadounidense apoyaron los ataques, pero muchos musulmanes los desaprobaron por considerarlos ataques dirigidos específicamente contra los musulmanes, un factor que aprovecharon los radicales. El hecho de que los ataques no acabaran con la vida de Bin Laden también reforzó su imagen pública en algunas partes del mundo musulmán. Se planearon otros ataques pero no se ejecutaron; como señaló una investigación del Congreso en 2002, la Operación Infinite Reach fue "el único caso... en el que la CIA o el ejército estadounidense llevaron a cabo una operación directamente contra Bin Laden antes de los atentados del 11 de septiembre de 2001".

## Ataque con misiles

### Sudán

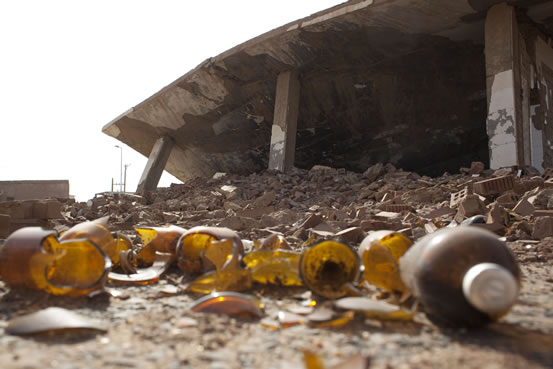
Los restos destruidos de la planta de al-Shifa.

Aproximadamente a las 7:30 PM, hora de Jartum (17:30 GMT), dos destructores estadounidenses en el Mar Rojo (el USS Briscoe y el USS Hayler, ambos de la clase Spruance) dispararon trece misiles de crucero Tomahawk contra la fábrica farmacéutica Al-Shifa de Sudán, que Estados Unidos afirmó erróneamente que ayudaba a Bin Laden a fabricar armas químicas. Toda la fábrica fue destruida excepto las secciones de administración, refrigeración por agua y laboratorio de la planta, que sufrieron graves daños. Un vigilante nocturno murió y otros diez sudaneses resultaron heridos en el ataque. Preocupados por la posibilidad de fugas de sustancias químicas peligrosas, los analistas realizaron simulaciones por computadora sobre patrones de viento, clima y datos químicos, que indicaron un bajo riesgo de "daños colaterales". Posteriormente, los militares estadounidenses lanzaron más misiles de crucero al ataque a Al-Shifa, con el objetivo de destruir completamente la planta y cualquier sustancia peligrosa.

### Afganistán

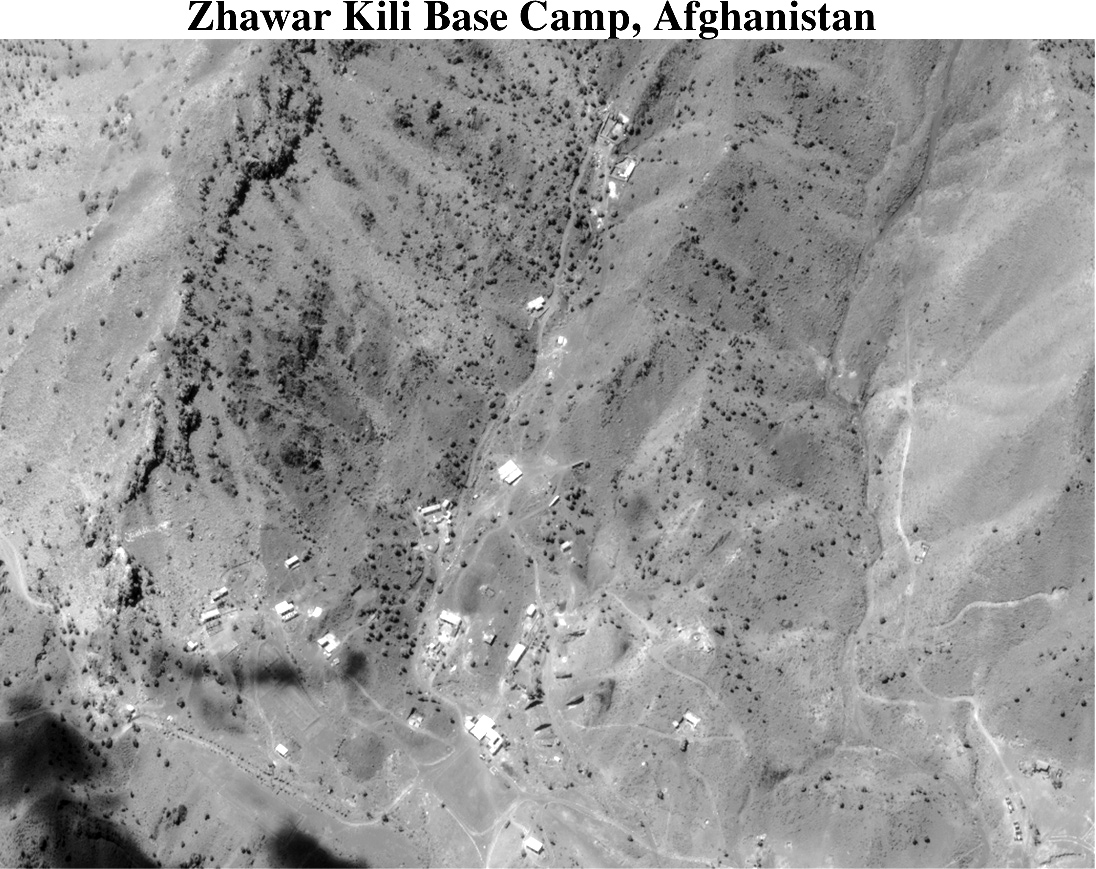
Una fotografía satelital estadounidense del campo base de Zhawar Kili Al-Badr.

Cuatro barcos de la Armada estadounidense y el submarino USS Columbia estacionados en el Mar Arábigo, dispararon entre 60 y 75 misiles de crucero Tomahawk contra Afganistán en el complejo de campamentos Zhawar Kili Al-Badr en la región de Khost, que incluía un campo base, un campo de apoyo y cuatro campos de entrenamiento. Peter Bergen identifica los campos objetivo, ubicados en el "cinturón pastún" de Afganistán, como al-Badr 1 y 2, al-Farooq , Khalid bin Walid, Abu Jindal y Salman Farsi, otras fuentes identifican como objetivos los campos de Muawia, Jihad Wahl, y Harkat-ul-Jihad al-Islami. Según Shelton, el campo base albergaba "instalaciones de almacenamiento, alojamiento, entrenamiento y administración para el complejo", mientras que el campo de apoyo incluía instalaciones de almacenamiento de armas y gestionaba la logística del sitio.
La Jihad Islámica Egipcia y el Grupo Islámico Armado de Argelia también utilizaron los campos de Khost, así como grupos militantes paquistaníes que luchaban contra una insurgencia en Cachemira, como Harkat Ansar, Lashkar-e-Toiba y Hizbul Mujahideen. Los campos rudimentarios, supuestamente dirigidos por el funcionario talibán Jalaluddin Haqqani, eran frecuentados por militantes árabes, chechenos y de Asia Central, así como por el ISI. Los misiles impactaron aproximadamente a las 10:00 p. m., hora de Khost (17:30 GMT). Al igual que en Sudán, los ataques se lanzaron de noche para evitar daños colaterales. En contraste con el ataque a Al-Shifa, el ataque a los campamentos afganos no provocó una polémica internacional.

### Libros
- Baum, Matthew (2003). «Public Opinion and American Foreign Policy in the New Media Age». Soft News Goes to War: Public Opinion and American Foreign Policy in the New Media Age. Princeton, New Jersey: Princeton University Press. ISBN 978-0-691-12377-6. JSTOR j.ctt7sfmh.
- Bergen, Peter (2002). Holy War, Inc.: Inside the Secret World of Osama Bin Laden. New York: Touchstone. ISBN 978-0-7432-3495-5.
- Bergen, Peter (2006). The Osama bin Laden I Know: An Oral History of al Qaeda's Leader. New York: Free Press. ISBN 978-0-7432-7891-1.
- Clarke, Richard (2004). Against All Enemies: Inside America's War on Terror. New York: Free Press. ISBN 978-0-7432-6024-4.
- Coll, Steve (2005). Ghost Wars: The Secret History of the CIA, Afghanistan, and Bin Laden, from the Soviet Invasion to September 10, 2001 (Updated edición). New York: Penguin Books. ISBN 978-0-14-303466-7.
- Crenshaw, Martha (2003). «Coercive Diplomacy and the Response to Terrorism».  En Robert Art; Patrick Cronin, eds. The United States and Coercive Diplomacy. Washington, D.C.: United States Institute of Peace Press. ISBN 978-1-929223-45-9. Archivado desde el original|urlarchivo= requiere |url= (ayuda) el 5 de marzo de 2016. Consultado el 17 de agosto de 2016.
- Crumpton, Henry (2012). The Art of Intelligence: Lessons from a Life in the CIA's Clandestine Service. New York: Penguin Books. ISBN 978-0-14-312337-8.
- Johnson, Dominic D. P.; Tierney, Dominic (2006). Failing to Win: Perceptions of Victory and Defeat in International Politics. Cambridge, Massachusetts: Harvard University Press. ISBN 978-0-674-02324-6. JSTOR j.ctt13x0hfj.
- Naftali, Timothy (2006). Blind Spot: The Secret History of American Counterterrorism. New York: Basic Books. ISBN 978-0-465-09282-6.
- Rashid, Ahmed (2002). Taliban: Islam, Oil and the New Great Game in Central Asia. New York: I.B. Tauris. ISBN 978-1-86064-830-4.
- Reeve, Simon (1999). The New Jackals: Ramzi Yousef, Osama Bin Laden and the Future of Terrorism. London: Andre Deutsch. ISBN 978-1-55553-407-3.
- Reiter, Dan (2006). «Preventative Attacks Against Nuclear, Biological, and Chemical Weapons Programs: The Track Record».  En William Keller; Gordon Mitchell, eds. Hitting First: Preventive Force in U.S. Security Strategy. Pittsburgh: University of Pittsburgh Press. ISBN 978-0-8229-5936-6. Archivado desde el original|urlarchivo= requiere |url= (ayuda) el 4 de marzo de 2016. Consultado el 17 de agosto de 2016.
- Scheuer, Michael (2009). Marching Toward Hell: America and Islam After Iraq. New York: Simon & Schuster. ISBN 978-0-7432-9971-8.
- Temple-Raston, Dina (2007). The Jihad Next Door: The Lackawanna Six and Rough Justice in an Age of Terror. New York: PublicAffairs. ISBN 978-1-58648-625-9.
- Weaver, Mary Anne (2010). Pakistan: In the Shadow of Jihad and Afghanistan (Revised edición). New York: Farrar, Straus and Giroux. ISBN 978-1-4299-4451-9.
- Williams, Brian Glyn (2017). Counter Jihad: America's Military Experience in Afghanistan, Iraq, and Syria. Philadelphia: University of Pennsylvania Press. ISBN 978-0-8122-4867-8.
- Wright, Lawrence (2006). The Looming Tower: Al-Qaeda and the Road to 9/11. New York: Alfred A. Knopf. ISBN 978-0-375-41486-2.
- Zenko, Micah (2010). Between Threats and War: U.S. Discrete Military Operations in the Post-Cold War World. Stanford, California: Stanford University Press. ISBN 978-0-8047-7191-7.

### Documentos oficiales del gobierno de EE.UU.
- Cohen, William S. (23 de marzo de 2004). «Statement of William S. Cohen to The National Commission On Terrorist Attacks Upon the United States». The 9/11 Commission. Consultado el 17 de agosto de 2016.
- «Compilation of Usama Bin Ladin Statements 1994 – January 2004». Federation of American Scientists. Foreign Broadcast Information Service (FBIS). January 2004. Consultado el 23 de agosto de 2016.
- Gunaratna, Rohan (9 de julio de 2003). «Statement of Rohan Gunaratna to the National Commission On Terrorist Attacks Upon the United States». The 9/11 Commission. Consultado el 17 de agosto de 2016.
- Perl, Raphael (1998). «Terrorism: U. S. Response to Bombings in Kenya and Tanzania: A New Policy Direction? (CRS 98-733 F)». National Security Archive. Congressional Research Service. Consultado el 17 de agosto de 2016.
- «Report of the Joint Inquiry into Intelligence Community Activities before and after the Terrorist Attacks of September 11, 2001 (S. Rept. No. 107-351, 107th Congress, 2d Session; H. Rept. No. 107-792)». Federation of American Scientists. Joint Inquiry into Intelligence Community Activities before and after the Terrorist Attacks of September 11, 2001. December 2002. Consultado el 17 de agosto de 2016.
- «The 9/11 Commission Report». The 9/11 Commission. 22 de julio de 2004. Consultado el 17 de agosto de 2016.
- «The 9/11 Commission Staff Statement No. 6: The Military». The 9/11 Commission. Consultado el 17 de agosto de 2016.
- «The 9/11 Commission Staff Statement No. 7: Intelligence Policy». The 9/11 Commission. Consultado el 17 de agosto de 2016.
- «The 9/11 Commission Staff Statement No. 11: The Performance of the Intelligence Community». The 9/11 Commission. Consultado el 17 de agosto de 2016.

### Artículos periodísticos
- Barletta, Michael (Fall 1998). «Chemical Weapons in the Sudan: Allegations and Evidence». The Nonproliferation Review 6 (1): 115-136. doi:10.1080/10736709808436741.
- Croddy, Eric (2002). «Dealing with Al Shifa: Intelligence and Counterproliferation». International Journal of Intelligence and CounterIntelligence 15 (1): 52-60. S2CID 154782698. doi:10.1080/088506002753412874.(requiere suscripción)
- Middle East Institute (Winter 1999). «Chronology July 16, 1998 – October 15, 1998». Middle East Journal 53 (1): 95-121. JSTOR 4329286.(requiere suscripción)
- Scharf, Michael (Spring 1999). «Clear and Present Danger: Enforcing the International Ban on Biological and Chemical Weapons Through Sanctions, Use of Force, and Criminalization». Michigan Journal of International Law 20: 477-521. Consultado el 17 de agosto de 2016.
- Taylor, Max; Elbushra, Mohamed E. (September 2006). «Research Note: Hassan al-Turabi, Osama bin Laden, and Al Qaeda in Sudan». Terrorism and Political Violence 18 (3): 449-464. S2CID 144769891. doi:10.1080/09546550600752022.(requiere suscripción)

- Hendrickson, Ryan; Gagnon, Frédérick (2008). «The United States versus Terrorism: Clinton, Bush, and Osama Bin Laden».  En Ralph Carter, ed. Contemporary Cases in U.S. Foreign Policy (3 edición). Washington, D.C.: CQ Press. ISBN 978-0-87289-472-3. (requiere registro).
- Kessler, Glenn (2 de agosto de 2018). «The zombie claim that won't die: The media exposed bin Laden's phone.». The Washington Post. Consultado el 3 de agosto de 2019.
- Pillar, Paul R. (2001). Terrorism and U.S. Foreign Policy. Washington, D.C.: Brookings Institution Press. ISBN 978-0-8157-0004-3. JSTOR 10.7864/j.ctt1gpccnx.